# Parathyma tricula
Parathyma tricula är en fjärilsart som beskrevs av Hans Fruhstorfer 1908. Parathyma tricula ingår i släktet Parathyma och familjen praktfjärilar. Inga underarter finns listade i Catalogue of Life.